# In a Tidal Wave of Mystery
In a Tidal Wave of Mystery (I en Flodbølge af Mystik på dansk) er det første og eneste album af det amerikanske indiepopband Capital Cities. Albummet blev udgivet den 4. juni 2013, under pladeselskabet Capitol Records.

## Publikation
Albummets omslag blev designet af den brasilianske kunstner João Lauro Fonte.

## Numre
1. "Safe and Sound"  (3:13)
2. "Patience Gets Us Nowhere Fast" (3:08)
3. "Kangaroo Court" (3:43)
4. "I Sold My Bed, But Not My Stereo" (3:55)
5. "Center Stage" (4:02)
6. "Farrah Fawcett Hair" (3:50)
7. "Chartreuse" (3:39)
8. "Origami" (3:45)
9. "Lazy Lies" (2:57)
10. "Tell Me How to Live" (3:24)
11. "Chasing You" (3:50)
12. "Love Away" (3:43)

Der er også en coverversion til "Nothing Compares 2 U" af Prince i albummet.